# Stadstheater Arnhem
Stadstheater Arnhem is een theater in Arnhem. Tot 2015 heette het gebouw 'Schouwburg Arnhem'. 

## Geschiedenis
In maart 1864 opende de eerste Arnhemse schouwburg, ontworpen door F.W van Gendt. Het ontwerp wordt zeer enthousiast ontvangen, waarna wordt besloten om het ontwerp te kopiëren voor de nieuwe stadsschouwburg in Groningen. Op 27 december 1934 brandt de schouwburg helemaal af. De Gemeente Arnhem schrijft een prijsvraag uit om een nieuw ontwerp te kiezen. Frederik M.A Brons wint de prijsvraag, met zijn ontwerp getiteld 'Feniks'. In 1937 begint de bouw en op 19 oktober 1938 wordt de schouwburg geopend door de burgemeester. 
Tijdens de Slag om Arnhem raakt het gebouw beschadigd. Bij het bombardement komt de architect om het leven. 
In 1978 en 1987 wordt de schouwburg verbouwd, waarbij in 1987 de entree wordt verplaatst en een nieuwe kleine zaal wordt gebouwd, die als eerste in Nederland volgens het 'vlakke vloer' principe is ingericht. Ook wordt een nieuwe artiestenfoyer en een vergaderzaal toegevoegd, genaamd de Salon. 

## Musis Sacrum
Sinds 1997 delen de Arnhemse concertgebouw Musis Sacrum en het Stadstheater een directie en programmering. Daarnaast werkt Musis & Stadstheater samen met poppodium Luxor Live.

## Zalen en foyers
Het Stadstheater heeft twee zalen. Een grote zaal met 750 stoelen, en een kleine zaal met 200 stoelen. Verder beschikt het theater over meerdere foyers, waaronder de Grote foyer, de Feniks-foyer, de Salon en de Cafe foyer.

## Renovatie
Sinds 2015 wordt er gesproken over een grootschalige renovatie en uitbreiding, waarbij Toneelgroep Oostpool en Introdans, de stadsgezelschappen van Arnhem, hun intrek zouden nemen in het gebouw. In augustus 2020 is het college van burgemeester en wethouders akkoord gegaan met een voorstel voor de renovatie, waarin het 'samenwonen' met de gezelschappen wordt meegewogen. De gemeenteraad moet hier nog over beslissen. In augustus 2022 werd bekend dat de schouwburg najaar 2023 dichtgaat voor minstens vier jaar vanwege de verbouwing.